# U-64号潜艇 (1916年)
陛下之64号潜艇是德意志帝国海军建造的一艘潜艇或称U艇。它由基尔的日耳曼尼亚船厂承建，于1916年2月29日下水，至同年4月15日交付使用。U-64号是在第一次世界大战期间服役的329艘德国潜艇之一，曾参加过大西洋和地中海潜艇战。在其十次巡逻中，共击沉协约国或中立国的44艘商船（129327总吨）、1艘军舰（18300吨）和1艘辅助军舰（243总吨）。1918年6月17日，U-64号在卡本半岛以北遭英国单桅战船剪秋罗号投掷的深水炸弹击沉，共造成38名船员阵亡。

## 设计
U-63至U-65号批次的柴油发动机最初是由俄罗斯帝国海军所订购。然而，随着第一次世界大战的爆发，它们被德意志帝国海军没收，并在此基础上建造了简化壳体的三艘潜艇。由于它们的技术参数与早前同厂生产的U-51至U-56号大致相同，故而也被归类为战时动员型潜艇。
U-64号的全长为68.36米；舷宽6.30米，当中的耐压壳体宽为4.15米；有4.04米的吃水深度。其水上排水量为810吨，水下为927吨。艇只搭载有可在水上使用的两台猛狮六缸四冲程柴油发动机，总功率为2,200匹公制馬力（1,618千瓦特）；以及可在水下使用的西门子-舒克特双电动发电机，总功率为1,200匹公制馬力（883千瓦特）。这些发动机用以驱动双轴、每根轴各一个的直径1.6米长螺旋桨，从而使艇只在水上的最高速度达16.5節（30.6每小時），在水下的最高航速则为9節（17每小時）。艇只可以8節（15每小時）的速度在水上巡航9,170海里（16,980），或以5節（9.3每小時）的速度在水下巡航60海里（110）。它的潜航深度为50米。
U-64号装备了四具直径为500毫米的鱼雷发射管，其中艏、艉各两具，并可携带合共八枚鱼雷；作为辅助武器的甲板炮则是两门88毫米30倍径速射炮。其标准船员编制为4名军官及32名水兵。

## 历史
U-64号是由德意志帝国海军于1915年5月17日向基尔的日耳曼尼亚船厂订购，并在两天后的5月19日便已开始铺设龙骨。艇只于1916年2月29日下水，至同年4月15日在首任暨唯一一任艇长、海军上尉罗伯特·莫拉特的指挥下正式交付使用，并被编入第四潜艇区舰队服役。
U-64号于1916年9月在北海完成了首次巡逻任务，然后于同年11月被转移至普拉区舰队（后称地中海区舰队），从奥匈帝国海军驻卡塔罗和普拉的基地再向地中海执行过八次巡逻。战争期间，该艇共计击沉容积总吨达129327吨的44艘协约国或中立国商船、1艘容积总吨为243吨的辅助军舰以及1艘排水量为18300吨的军舰：1917年3月19日，满载着士兵的法国海军战列舰丹东号正从土伦驶向科孚岛，却在撒丁岛西南约19海里（35）处被U-64号发射的鱼雷击沉，共造成296名官兵阵亡。此外，U-64号也曾击伤3艘和缴获1艘商船作战利品。
1918年6月17日，U-64号在撒丁岛与西西里岛之间向一支协约国护航船队发动袭击，但遭到对方的猛烈还击。至卡本半岛以北（38°07′N 10°27′E / 38.117°N 10.450°E），潜艇被单桅战船剪秋罗号投掷的两枚深水炸弹击伤后被迫浮出水面，并因进水严重而出现艇艏过载。根据英国方面的说法，U-64号是在水面上遭到剪秋罗号的撞击和山鹑号的火炮夹击下沉没，而潜艇的甲板炮当时尚未及派人值守。只有5名船员在沉没中幸免于难，其中包括荣获功勳勳章的艇长莫拉特上尉、一名值更官和三名水兵。其余38名船员均溺水身亡。

## 袭击历史摘要
| 日期           | 船名             | 船籍         | 吨位  | 结局       |
| -------------- | ---------------- | ------------ | ----- | ---------- |
| 1916年9月25日  | 贝拉号           | 英国         | 11    | 击沉       |
| 1916年9月26日  | 瑞恩湖号         | 英国         | 186   | 缴作战利品 |
| 1916年11月10日 | 弗蕾亚号         | 丹麦         | 2168  | 击沉       |
| 1916年11月10日 | 三重号           | 挪威         | 4633  | 击沉       |
| 1916年11月15日 | F·马塔拉佐号     | 英国         | 2823  | 击沉       |
| 1917年2月17日  | 鹰号             | 英國皇家海軍 | 243   | 击沉       |
| 1917年2月17日  | 奥克门特号       | 英国         | 4349  | 击沉       |
| 1917年2月18日  | 阿斯图里亚斯人号 | 英国         | 3193  | 击伤       |
| 1917年2月19日  | 科尔索号         | 英国         | 3242  | 击沉       |
| 1917年3月12日  | 尼娜·M号         | 意大利       | 118   | 击沉       |
| 1917年3月16日  | 卡塔尼亚号       | 意大利       | 3188  | 击沉       |
| 1917年3月17日  | 的黎波里号       | 意大利       | 658   | 击沉       |
| 1917年3月19日  | 丹东号           | 法國國家海軍 | 18300 | 击沉       |
| 1917年3月23日  | 七丘城号         | 英国         | 4413  | 击沉       |
| 1917年3月25日  | 柏培拉号         | 英国         | 4352  | 击沉       |
| 1917年3月25日  | 无玷号           | 意大利       | 137   | 击沉       |
| 1917年6月5日   | 凯隆堡号         | 英国         | 1590  | 击沉       |
| 1917年6月6日   | 奥丽埃纳号       | 阿根廷       | 1015  | 击沉       |
| 1917年6月7日   | 菲洛梅娜女士号   | 意大利       | 148   | 击沉       |
| 1917年6月9日   | 费尔特号         | 意大利       | 5567  | 击沉       |
| 1917年6月9日   | 格拉唐恩号       | 挪威         | 2484  | 击沉       |
| 1917年6月12日  | 莫雷尼号         | 美国         | 4045  | 击沉       |
| 1917年6月19日  | 朱塞平娜号       | 意大利       | 28    | 击沉       |
| 1917年6月19日  | 卡尔梅洛新世界号 | 意大利       | 25    | 击沉       |
| 1917年9月12日  | 吉斯拉号         | 挪威         | 2118  | 击沉       |
| 1917年9月12日  | 兀儿德号         | 英国         | 3049  | 击沉       |
| 1917年9月12日  | 威尔莫尔号       | 美国         | 5395  | 击沉       |
| 1917年9月14日  | 凯尔桑将军号     | 法國         | 5570  | 击沉       |
| 1917年9月14日  | 奥索尼亚号       | 意大利       | 1438  | 击沉       |
| 1917年9月14日  | 查姆利号         | 英国         | 4911  | 击沉       |
| 1917年10月19日 | 战争三叶草号     | 英国         | 5174  | 击沉       |
| 1917年10月25日 | 埃尔维肯号       | 挪威         | 2134  | 击沉       |
| 1917年10月25日 | 內斯号           | 英国         | 3050  | 击沉       |
| 1917年10月25日 | 割捆机号         | 英国         | 2378  | 击沉       |
| 1917年10月26日 | 塔恩号           | 法國         | 1658  | 击沉       |
| 1917年10月28日 | 费罗那号         | 英国         | 4591  | 击沉       |
| 1917年12月9日  | 阿杜尔号         | 挪威         | 1940  | 击沉       |
| 1917年12月10日 | 克雷索恩号       | 挪威         | 2619  | 击沉       |
| 1917年12月10日 | 奥瓦斯科号       | 美国         | 4630  | 击沉       |
| 1917年12月11日 | D·A·戈登号       | 英国         | 2301  | 击沉       |
| 1917年12月11日 | 梅诺卡号         | 英国         | 1145  | 击沉       |
| 1917年12月14日 | 关节点号         | 英国         | 4135  | 击沉       |
| 1918年1月30日  | 明尼通卡号       | 英国         | 13528 | 击沉       |
| 1918年2月4日   | 参与号           | 意大利       | 2438  | 击沉       |
| 1918年2月5日   | 卡普雷拉号       | 意大利       | 1875  | 击沉       |
| 1918年2月6日   | 热那亚公爵号     | 意大利       | 7893  | 击沉       |
| 1918年2月7日   | 黑山号           | 法國         | 1306  | 击伤       |
| 1918年2月8日   | 艾格尼斯母亲号   | 意大利       | 235   | 击沉       |
| 1918年2月8日   | 艾玛·菲利斯号    | 意大利       | 128   | 击沉       |
| 1918年6月17日  | 康提号           | 英国         | 4921  | 击伤       |

## 脚注
1. ↑  Helgason, Guðmundur. . German and Austrian U-boats of World War I - Kaiserliche Marine - Uboat.net.
2. ↑  Gröner，第8-10頁.
3. 1 2  Helgason, Guðmundur. . German and Austrian U-boats of World War I - Kaiserliche Marine - Uboat.net.   [16 March 2015].
4. 1 2 3  陈进，第71頁.
5. ↑  Herzog，第48頁.
6. ↑  Herzog，第139頁.
7. ↑  Herzog，第68頁.
8. 1 2  Herzog，第120頁.
9. ↑  BBC, "Danton wreck".
10. ↑  Kemp，第51頁.
11. ↑  Moraht.
12. ↑  Helgason, Guðmundur. . German and Austrian U-boats of World War I - Kaiserliche Marine - Uboat.net.   [25 November 2014].